# Gaius Castricius Vetulus
Gaius Castricius Vetulus (vollständige Namensform Gaius Castricius [] filius Clustumina Vetulus) war ein im 2. Jahrhundert n. Chr. lebender Angehöriger des römischen Ritterstandes (Eques).
Durch eine Inschrift, die in Sestinum gefunden wurde und die auf 101/150 datiert ist, ist die militärische Laufbahn von Vetulus bekannt. Er war zunächst Kommandeur (Praefectus) der Cohors prima Nurritanorum, die in der Provinz Mauretania Caesariensis stationiert war. Danach war er Kommandeur (Tribunus) der Cohors III Ulpia Petraeorum, die in der Provinz Cappadocia stationiert war.
Vetulus war in der Tribus Clustumina eingeschrieben.